# Sobór św. Andrzeja w Chmielnickim
Sobór św. Andrzeja – prawosławny sobór w Chmielnickim, katedra eparchii chmielnickiej Kościoła Prawosławnego Ukrainy (wcześniej Ukraińskiego Kościoła Prawosławnego Patriarchatu Kijowskiego).

## Historia
Początkowo cerkiew wojskowa. Wzniesiona w 1889 razem z całym kompleksem koszar 35 biełgorodzkiego pułku dragonów. Pozostawała czynna do 1920, następnie została zaadaptowana na halę sportową. Obiekt przywrócono do użytku liturgicznego w 1991.